# Roomba

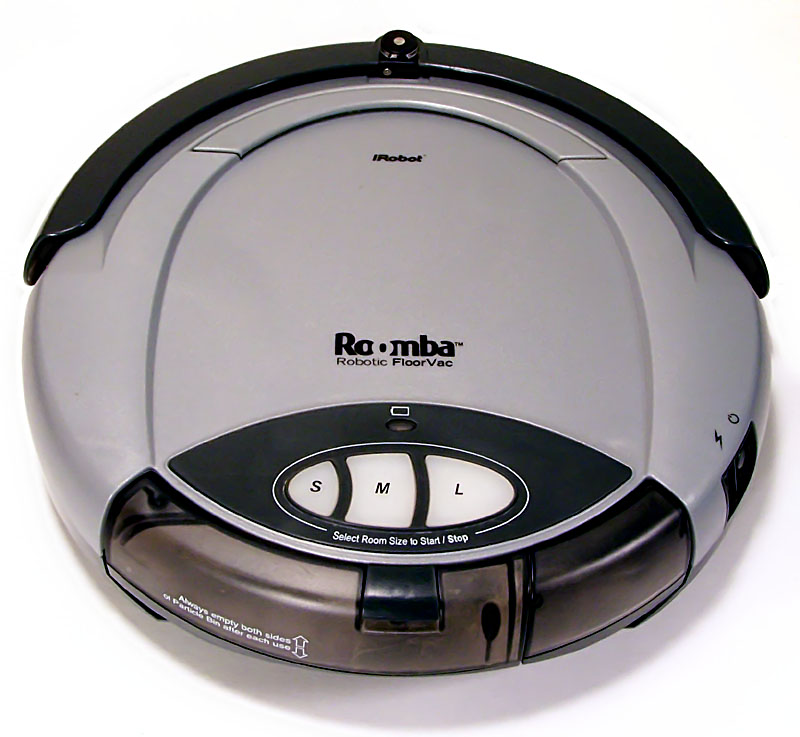
Aspiradora Roomba

Roomba és un robot aspirador domèstic de l'empresa iRobot, que va sortir al mercat l'any 2002, una segona generació el 2004, i una tercera generació el 2007. L'aparell és un disc de 34 cm de diàmetre i menys de 9 cm d'açada. Té sensors de contacte amb parets i mobles i sensors d'infrarrojos. Els models de 2a i 3a generació porten un sensor de brutícia que els permet concentrar-se en els racons més bruts de la casa. Si els sensors detecten que el dispositiu s'ha quedat encallat, per exemple en un pas estret, el robot emet un so d'alarma per avisar i que algú el desencalli.
L'any 2022, la MIT Technology Review va publicar una sèrie de fotografies de cases particulars realitzades per robots Roomba sense cap autorització. Les imatges eren d'estances, algunes amb gent i d'altres buides, sovint amb objectes etiquetats amb paraules com «armari», «entrada», «prestatge», «cadira», «llum» o «taulell de cuina». iRobot, l'empresa fabricant adquirida a l'estiu per Amazon per 1.700 milions de dòlars, va al·legar que les imatges provenien de robots de desenvolupament que utilitzaven treballadors i recopiladors de dades remunerats.